# Distretto di Thung Khao Luang
Il distretto di Thung Khao Luang (in thailandese: ทุ่งเขาหลวง) è un distretto (amphoe) della Thailandia, situato nella provincia di Roi Et.